# Crna pantera
Crna pantera je naziv koji se najčešće koristi za leoparda (Panthera pardus) ili ponekad jaguara (Panthera onca), čije je krzno crne boje umjesto, kao obično kod tih životinja, zlatno žute boje prošarano crnim rozetama. U odgovarajućim svjetlosnim uvjetima mogu se razaznati šare na krznu. 
Crne pantere ne predstavljaju zasebnu vrstu, već su primjeri pojave koja se naziva melanizam, zbog koje im je cijelo krzno crno. Može se pojaviti i kod manjih životinja iz porodice mačaka, poput servala i jaguarundija, no panterama se nazivaju samo crni primjerci velikih mačaka. Premda se riječ pantera sve manje koristi kao sinonim za leoparda, ostala je u značenju velike mačke. Iz tog razloga, kako bi se izbjegla dvosmislenost u imenovanju ove pojave, potrebne su obje riječi.